# (14025) Fallada
(14025) Fallada est un astéroïde de la ceinture principale.

## Description
(14025) Fallada est un astéroïde de la ceinture principale. Il fut découvert le 2 septembre 1994 à Tautenburg par Freimut Börngen. Il présente une orbite caractérisée par un demi-grand axe de 2,74 UA, une excentricité de 0,17 et une inclinaison de 7,6° par rapport à l'écliptique.

## Compléments